# Chuyer
Chuyer é uma comuna francesa na região administrativa de Auvérnia-Ródano-Alpes, no departamento de Loire. Estende-se por uma área de 12,06 km². Em 2010 a comuna tinha 799 habitantes (densidade: 66,3 hab./km²).